# Deutsches Classic-Pony
Das Deutsche Classic-Pony ist ein vom Shetlandpony abstammendes Pony im Vollbluttyp.
Hintergrundinformationen zur Pferdebewertung und -zucht finden sich unter: Exterieur, Interieur und Pferdezucht.

## Exterieur
Das deutsche Classic-Pony ist ein sportliches und elegantes Reit-, Show- und Fahrpony. Es hat einen kleinen, edlen Kopf und lange, schlanke Beine. Dadurch sieht das kleine Pony eher wie ein Vollblüter im Mini-Format aus. Es verfügt über viel Gangvermögen. Seine Größe reicht bis ca. 1,12 m.

## Interieur
Zuchtziel ist ein robustes Pony, das trotz seines modernen Erscheinungsbilds noch bestens für die Robusthaltung geeignet ist. Es ist ein genügsames Pony mit einem ausgeglichenen Temperament. Classic-Ponys zeichnen sich durch ihren Mut und ihre enorme Leistungsbereitschaft aus. Sie sind sehr intelligent und lernwillig. Im Classic-Pony schlummern meist zwei sehr verschiedene Charakterzüge, da es zum einen die ruhige unerschütterliche Art seiner britischen Vorfahren trägt und zum anderen das blütige Temperament der Veredler-Rassen. Dadurch eignet sich das Classic-Pony als Turnier- und Showpony mit viel Ausstrahlung und großer Leistungsbereitschaft.

## Zuchtgeschichte
Im 19. Jahrhundert wurden die ersten Original-Shetlandponys von den Shetlandinseln in die USA importiert. Dieses schwere Pony eignete sich jedoch nicht als Showpferd. So züchtete man im Laufe der Jahre einen eleganteren Typ, der sich auch als Reit-, Show- und Fahrpony eignen sollte. Das Stutbuch für das „American Classic-Shetland“ wurde 1891 eröffnet. 1965 importierte Dieter Grober aus Bad Gandersheim den US-Champion von 1961. Der schwarzbraune „Jiggs“ kann als Stammvater der deutschen Classic-Pony-Zucht gesehen werden. Aus diesem Grund findet man auch heute noch bei einem Großteil der Classic-Pony-Hengsten und Wallachen ein „J“ am Anfang des Namens, was auf ihre Abstammung vom Gründerhengst „Jiggs“ schließen lässt. Die sportlichen amerikanischen Shetlandponys wurden von Anfang an in Deutschland anerkannt. Als die deutsche Shetlandponyzucht jedoch durch das britische Mutterstutbuch anerkannt werden sollte, wurde schnell klar, dass das moderne Shetlandpony im amerikanischen Typ nicht mehr als Shetlandpony anerkannt werden konnte, da die Tiere aus amerikanischen Blutlinien ab dem Jahr 2000 vom britischen Mutterstutbuch nicht mehr anerkannt wurden. Die Züchter weigerten sich´jedoch, ihre Ponys als „Partbred-Shetlandponys“ (Mischblut) eintragen zu lassen, sodass 2000 die neue Rasse „deutsches Classic-Pony“ definiert wurde. Von nun an handelte es sich um eine eigenständige Rasse, deren Standards von deutschen Züchtern bestimmt werden.